# Patriotyczny Ruch Odrodzenia Narodowego
Patriotyczny Ruch Odrodzenia Narodowego (Abkürzung PRON, dt. Patriotische Bewegung der nationalen Wiedergeburt) war eine polnische Dachorganisation unter Führung der kommunistischen Polnischen Vereinigten Arbeiterpartei, die während des Kriegsrechts in Polen entstand, das im Dezember 1981 verhängt wurde.
PRON wurde am 17. Dezember 1982 anstelle der mittlerweile bedeutungslos gewordenen Volksfront Front Jedności Narodu gegründet.
Folgende Parteien und Organisationen traten in die Patriotische Front der Nationalen Wiedergeburt ein: 
- Polnische Vereinigte Arbeiterpartei
- Polnische Vereinigte Bauernpartei
- Demokratische Partei
- katholische PAX-Vereinigung
- Christlich-Soziale Union
- Polnische Katholische Soziale Union.

Der regimetreue katholische Schriftsteller Jan Dobraczyński (PAX) wurde als Vorsitzender gewählt. Später schlossen sich eine Reihe von weiteren Organisationen der Front an, darunter der Gewerkschaftsbund Ogólnopolskie Porozumienie Związków Zawodowych. Im Jahre 1989 wurde die Organisation infolge der Veränderungen in Polen und im Osten Europas aufgelöst.